# رافاييل بيريس
رافاييل بيريس مونتيرو (بالبرتغالية: Rafael Pires Monteiro) هو لاعب كرة قدم برازيلي في مركز حراسة المرمى، ولد في 26 يونيو 1989 في كورونيل فابريسيانو في البرازيل. شارك مع منتخب البرازيل تحت 20 سنة لكرة القدم. أما مع النوادي، فقد لعب مع نادي كروزيرو.

## وصلات خارجية
- رافاييل بيريس على موقع قاعدة بيانات كرة القدم.إي يو (الإنجليزية)
- رافاييل بيريس على موقع Soccerway.com (الإنجليزية)
- رافاييل بيريس على موقع AS.com (الإسبانية)